# Šaban Sejdiu
Pour les articles homonymes, voir Sejdiu.
Šaban Sejdiu est un lutteur yougoslave spécialiste de la lutte libre né le 6 mai 1959 à Blatsé. Il est Albanais de Macédoine.

## Biographie
Šaban Sejdiu participe aux Jeux olympiques d'été de 1980 à Moscou et aux Jeux olympiques d'été de 1984 à Los Angeles dans la catégorie des poids légers et remporte la médaille de bronze à chaque fois. Il remporte également une médaille d'argent lors des Championnats du monde en 1977 et en 1981.